# 宮崎内環状線

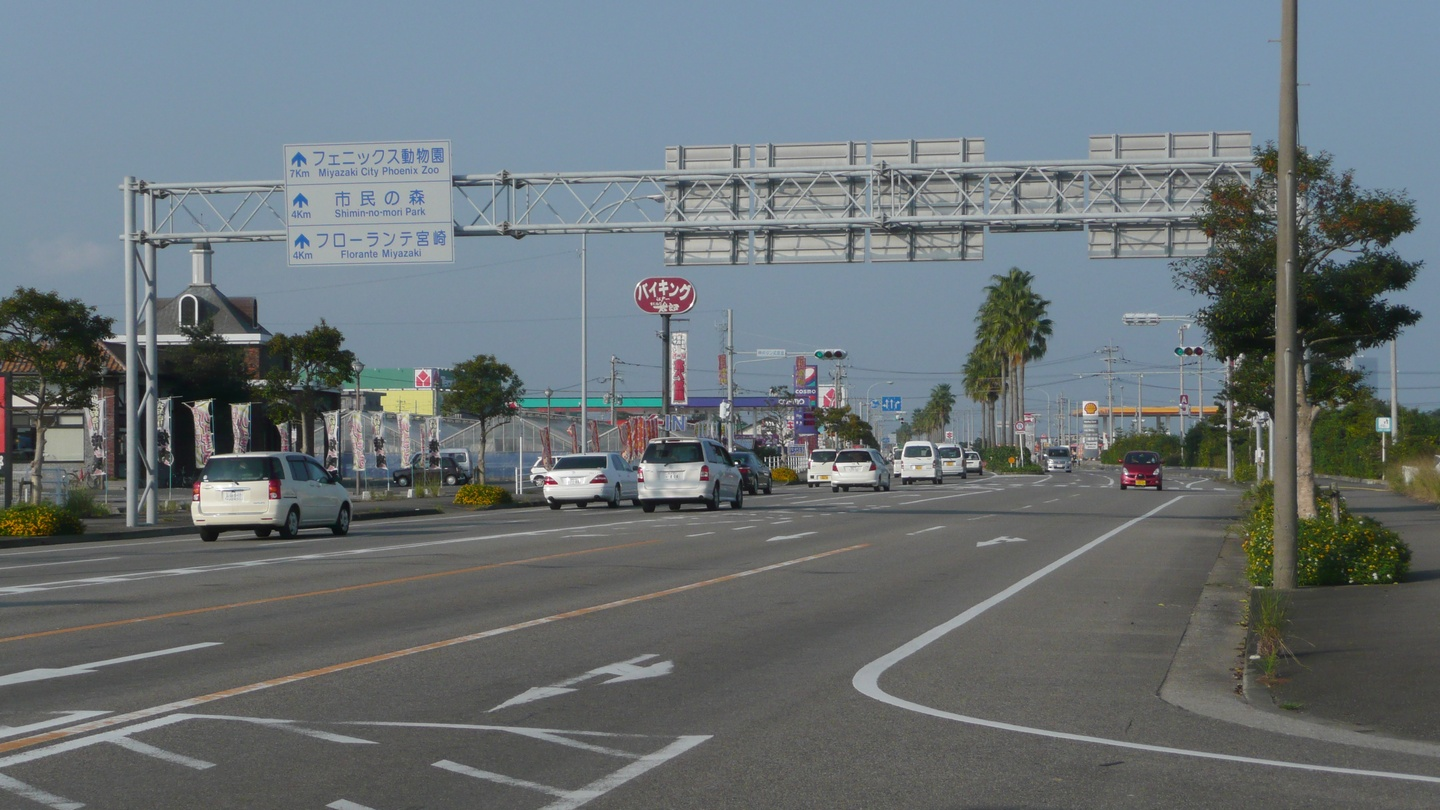
宮崎市新別府町付近（宮崎県道11号/新別府通線）

宮崎内環状線（みやざきうちかんじょうせん）は、宮崎県宮崎市にある都市計画道路である。単一路線としての指定はなく複数の県道・市道で構成される。宮崎内環状道路とも呼ばれるほか、単に内環状線とも呼ばれる。

## 概要
国道10号・国道220号・国道269号、宮崎県道26号等、宮崎市内へ流入する道路では慢性的な渋滞を引き起こしており、宮崎都市圏では市内への交通量を分散する目的で、２つの環状線を設定している。当路線は市街地中心部における環状線として、宮崎市の都市計画道路に「内環状線」と明記されている。
また、市街地郊外において交通流を分散させる環状線として、宮崎県道9号宮崎西環状線（地域高規格道路『宮崎環状道路』の一部）が県主体で建設され、宮崎市の都市計画に「外環状線」と明記されている。
構成要素は以下の通りとなる。
- 下北方通線:生目通線交点から宮崎県道26号宮崎須木線交点までが市道、県道26号交点から国道10号交点までが宮崎県道333号下北方古墳線、国道10号交点から新別府通線交点までが市道に指定されている。
- 新別府通線:内環状線指定区間全線が宮崎県道11号宮崎島之内線に指定されている。通称「山崎街道」。
- 旭通線:内環状線指定区間全線が宮崎県道11号宮崎島之内線に指定されている。通称「旭東通り」
- 吉村通線:内環状線指定区間全線が指定されている。
- 昭和町通線：内環状線指定区間全線がに指定されている。
- 城ケ崎通線:新別府通線交点から国道220号交点までが宮崎県道341号宮崎港宮崎停車場線、国道220号交点から生目通線交点までが市道に指定されている。通称「城ヶ崎通り」
- 生目通線:内環状線指定区間全線が宮崎県道17号南俣宮崎線に指定されている。通称「天神山通り」、「大塚東通り」、「小松橋通り」。

## 道路データ

### 諸元
全長：--km（不明）

### 交差する道路等
全区間が宮崎市内に位置する。明確な起終点については不明のため、ここでは便宜上、宮崎市小松の宮崎県道16号「小松」交差点を起点として時計回り記載を行う。また、下記の表では吉村通線経由について記載する。

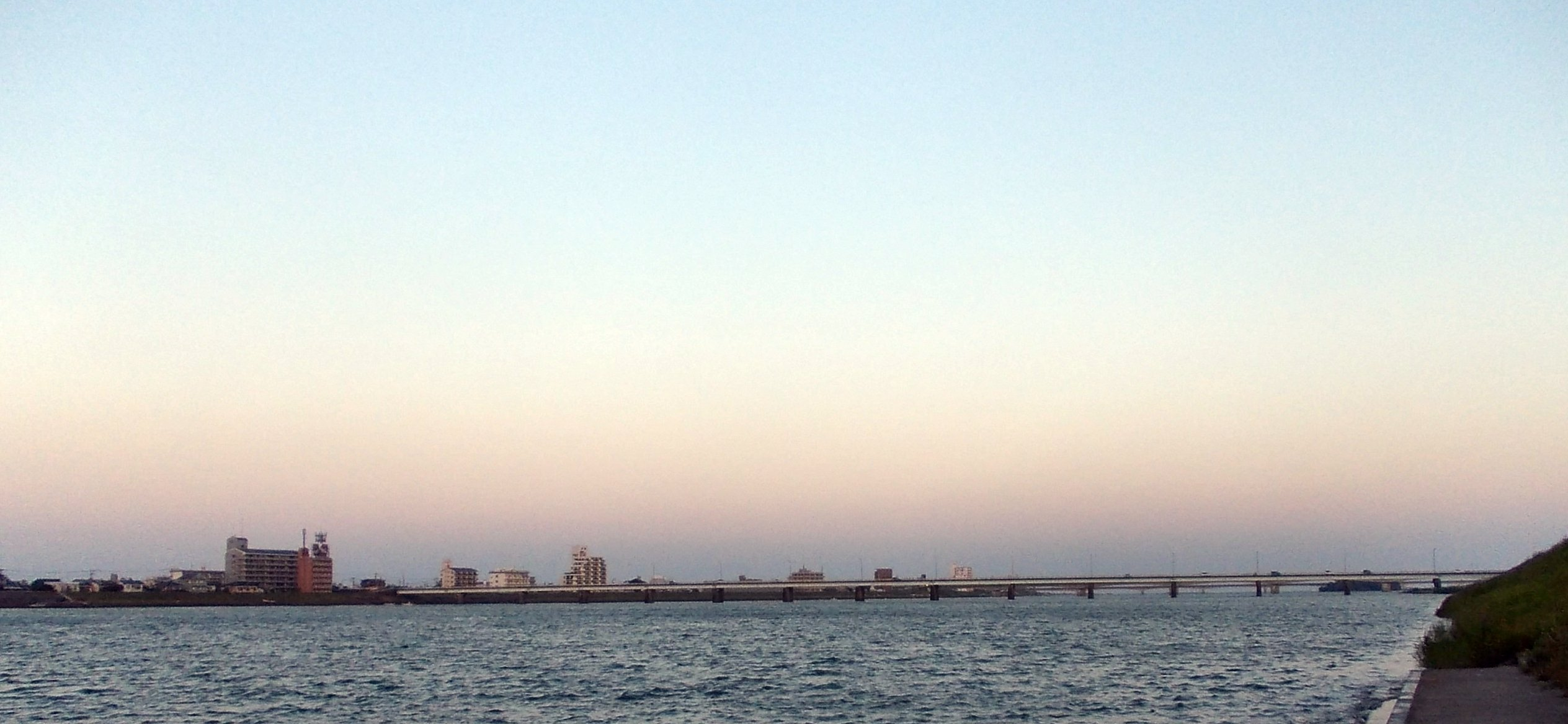
小戸之橋（昭和町通線）

| 所属道路                                           | 交差する道路                                                | 交差する場所                                    | 交差する場所       |
| -------------------------------------------------- | ----------------------------------------------------------- | ----------------------------------------------- | ------------------ |
| 下北方通線 （市道）                                | 宮崎県道17号南俣宮崎線（中村方向・国富方向）                | 大字小松（下小松）                              | 小松（起点）       |
| 下北方通線 （市道）                                | 宮崎県道26号宮崎須木線                                      | 霧島5丁目・祇園4丁目 矢の先町                   | 平和台大橋東       |
| 市道 下北方通線 （県道333号)                       | 宮崎県道44号宮崎高鍋線                                      | 矢の先町・下北方町牟タ田 神宮西2丁目・神宮2丁目 | 矢の先             |
| 下北方通線 （市道）                                | 国道10号                                                    | 南花ケ島町                                      | 花ヶ島交差点       |
| 下北方通線 （市道）                                | （日豊本線）                                                | 南花ケ島町・花ケ島町入道                        | （花ヶ島ガード）   |
| 下北方通線 （市道）                                | 宮崎県道11号宮崎島之内線・市道 下北方通線                   | 阿波岐原町坊ノ下                                | 猿野               |
| 新別府通線 （県道11号・山崎街道）                  | 宮崎県道11号宮崎島之内線・市道 下北方通線                   | 阿波岐原町坊ノ下                                | 猿野               |
| 宮崎県道10号宮崎インター佐土原線（宮崎東環状道路） | 吉村町下別府乙 一の宮町・日の出町                           | 一の宮                                          |                    |
| 宮崎県道10号宮崎インター佐土原線（宮崎東環状道路） | 吉村町下別府乙 一の宮町・日の出町                           | 一の宮                                          | 旭通線（県道11号） |
| 吉村通線 （市道）                                  | 宮崎県道11号宮崎島之内線                                    | 吉村町堂ノ後甲 大王町・一の宮町                 | 大王町             |
| 吉村通線 （市道）                                  | 宮崎県道341号宮崎港宮崎停車場線（旧宮崎港方向）             | 城ケ崎4丁目                                     | 赤江大橋南         |
| 城ヶ崎通線 （県道341号）                           | 宮崎県道341号宮崎港宮崎停車場線（旧宮崎港方向）             | 城ケ崎4丁目                                     | 赤江大橋南         |
| 宮崎県道337号城ヶ崎清武線・市道 昭和町通線         | 城ケ崎3・4丁目 恒久3・4丁目                                 | 城ヶ崎                                          |                    |
| （日豊本線）                                       | 城ケ崎1丁目・恒久1丁目 東大淀1丁目                          | （城ヶ崎ガード）                                |                    |
| 城ヶ崎通線 (市道)                                  | 宮崎県道341号宮崎港宮崎停車場線（宮崎駅方向） 市道 南駅通り | 東大淀1丁目 大淀1・2丁目                        | 大淀大橋南         |
| 城ヶ崎通線 (市道)                                  | 国道220号                                                   | 中村東1・2丁目 中村西1・2丁目                   | 中村1丁目          |
| 生目通線 （県道17号）                              | 宮崎県道17号南俣宮崎線（中村交差点方向）                    | 谷川1丁目 天満1丁目                             | 大淀中前           |
| 生目通線 （県道17号）                              | 国道269号                                                   | 福島町2丁目                                     | 福島2丁目          |
| 生目通線 （県道17号）                              | 国道10号                                                    | 大塚町原                                        | 原交差点           |
| 生目通線 （県道17号）                              | 市道 下北方通線                                             | 大字小松（下小松）                              | 小松（終点）       |

以下に昭和町通線経由のルート部分を記載する。
| 所属道路            | 交差する道路                                             | 交差する場所                    | 交差する場所 |
| ------------------- | -------------------------------------------------------- | ------------------------------- | ------------ |
| 旭通線（県道11号）  | 市道 吉村通線                                            | 吉村町堂ノ後甲 大王町・一の宮町 | 大王町       |
| 昭和町通線 （市道） | 宮崎県道11号宮崎島之内線                                 | 堀川町・永楽町 昭和町           | 昭和町       |
| 昭和町通線 （市道） | 宮崎県道341号宮崎港宮崎停車場線宮崎県道337号城ヶ崎清武線 | 城ケ崎3・4丁目 恒久3・4丁目     | 城ヶ崎       |

### 道路施設

#### 橋
- 平和台大橋（大淀川 下北方通線）
- 新別府通橋（新別府川 新別府通線）
- 小戸之橋（大淀川 昭和町通線）
- 赤江大橋（大淀川 吉村通線）
- 青柳橋（大淀川支流青柳川 生目通線）
- 水流川橋（大淀川支流水流川 生目通線）
- 小松橋（大淀川支流大谷川 生目通線）

## 周辺施設

### 下北方通線
- 平和台公園
- 宮崎神宮
- 宮崎地方気象台
- 宮崎県総合博物館（民家園）
- 宮崎市立大宮小学校
- 宮崎市立東大宮小学校
- 宮崎市立宮崎東小学校

### 新別府通線
- 宮崎市立檍北小学校
- イオンモール宮崎
- 宮崎市中央卸売市場

### 旭通線
- 宮崎市立潮見小学校
- 後田川緑道公園
- 宮崎市立宮崎中学校

### 吉村通線
- 後田川緑道公園
- 大淀川市民緑地

### 昭和町通線
- 後田川緑道公園
- 宮崎市立宮崎中学校

### 城ヶ崎通線
- 宮崎市立恒久小学校
- 自衛隊宮崎地方協力本部
- 南宮崎駅
- 九州旅客鉄道宮崎支社
- 宮崎市立大淀小学校
- 宮崎市立大淀中学校

### 生目通線
- 宮崎市立大淀中学校
- 宮崎天満宮
- 天神山公園
- 宮崎県警察学校
- 宮崎県立宮崎工業高等学校